# Попович-Боярская, Климентина Карловна
Климентина Карловна Попович-Боярская (1863—1945) — украинская писательница, общественный деятель.

## Биография
Попович-Боярская окончила гимназию в городе Львов. Впоследствии работала учительницей в селах Жовтанцы и Честыни. В 1890 году переселилась на Буковину, в 1900—1944 проживала в селе Новосёлка. Поддерживала дружеские отношения с Иваном Франко и Натальей Кобринской.
После гибели мужа — священника А. Боярского (расстрелян отступающими большевиками в 1941 году) с 1944 года проживала в селе Бабинцы на Тернопольщине.

## Творчество
Среди произведений Попович-Боярской — стихи, рассказы, поэма «Обыкновенная история». В 1990 году во Львове издан сборник произведений писательницы (составитель Петр Бабяк).
Её литературные труды, рассказы и стихи издавались в журналах «Заря», «Дело», «Литературно-научный вестник». В альманахе Наталии Кобринской «Первый венок» вышла её поэма «Обыкновенная история» и одно лирическое стихотворение «Где Бог мой?».